# Conselheiro Mairinck
Conselheiro Mairinck é um município brasileiro do estado do Paraná. Sua população, conforme estimativas do IBGE de 2018, era de 3 843 habitantes.

## Etimologia
A cidade foi nomeada em homenagem ao Conselheiro Francisco de Paula Mayrink, antigo proprietário de terras onde está assentado o município.

## História
As primeiras notícias que se têm acerca da região vem do ano de 1865, quando o major Tomás Pereira da Silva adquiriu grande área de terras às margens do Rio das Cinzas. Iniciava-se aí a tomada definitiva de posse na região. O município originou-se do riacho, que mais tarde recebeu o nome de Ribeirão do Patrimônio. A denominação do povoado foi dada em 1925, período em que chegou ao lugar D. Maria de Souza, uma senhora viúva e de idade avançada, que trouxe junto seu filho João de Souza. Esta família ocupou terras que eram de propriedade do Conselheiro Francisco de Paula Mairinck.
D. Maria ergueu o primeiro rancho, que se tornou o marco inicial da povoação. Em pouco tempo chegaram Antonio Valério, Maria José Paranhos Mairinck, Francisco Natel de Carvalho, Inácio da Cruz, Pedro Sebastião, Vitório Rodrigues Daniel, Francisco Rodrigues de Siqueira, Lourenço Nunes, Domingos Ferreira de Quadros, Vitório Correia, Antonio Moreira e José Olímpio, muitos vinham com seus familiares e se lançavam ao trabalho, tanto no comércio quanto na agricultura.
Na ocasião em que foram lançados os fundamentos para a povoação, o território estava jurisdicionado ao município de Tomazina, mas, passou ao município de Japira no dia 14 de novembro de 1951, através da Lei nº 790, esta mesma lei criou o Distrito Administrativo, porém com denominação alterada para Conselheiro Mairinck.
Com a emancipação política do município de Jaboti, em 1954, o distrito de Conselheiro Mairinck passou a fazer parte de seu território. Em 25 de julho de 1961, pela Lei Estadual nº 4.245 foi criado o município]] de Conselheiro Mairinck, com território desmembrado do município de Jaboti. A instalação oficial ocorreu no 3 de dezembro de 1961, com a posse do primeiro prefeito municipal eleito, José Feliciano Santana.

## Geografia
Possui uma área de 205 km² representando 0,1027 % do estado, 0,0363 % da região e 0,0024 % de todo o território brasileiro. Localiza-se a uma latitude 23°37'48" sul e a uma longitude 50°10'08" oeste, estando a uma altitude de 520 m.

### Municípios vizinhos
Conselheiro Mairinck possui as seguintes divisas: com o município de Jundiaí do Sul, com Guapirama, com o município de Tomazina, com Jaboti e o município de Japira.

## Aspectos naturais
- Clima – Clima subtropical úmido mesotérmico, verões quentes com tendências  de concentração das chuvas (temperatura média superior a 22 °C), invernos com geadas poucos frequentes (temperatura média inferior a 18 °C), sem estação seca definida.
- Ventos - Pela posição geográfica ocupada, nosso estado normalmente se encontra sob o domínio da circulação do Atlântico, que provoca a formação de ventos vindos de leste geralmente fracos .
- Hidrografia – O município de Conselheiro Mairinck é limitado pelo Rio das Cinzas, fazendo também fronteiras naturais o Ribeirão Jabuticabal e Ribeirão das Pedras, além desses Ribeirões tem-se o Ribeirão  Saltinho, o Ribeirão Vermelho  que atravessa  praticamente todo o município e faz o abastecimento de água a cidade.
- Vegetação – O município, possui reduzida área coberta por vegetação natural, sendo representada por pequenas manchas de matas espalhadas pelo município e por uma faixa em toda a extensão do Rio das Cinzas.

## Aspectos econômicos
- Setor Primário: é constituído pela agricultura e pecuária.
- Setor Secundário: o município possui algumas indústrias de confecções, além de indústrias de bebidas e açúcar mascavo.
- Setor Terciário: a atividade terciária é representada por comércios de prestação de serviços.
- Agropecuária: 50,63%
- Indústria: 1,71%
- Serviços : 47,66%
- Produto Interno Bruto: US$ 5.224.614,47
- PIB per capita: US$ 1.465,12
- População econômica Ativa : 1863
- Repasses: ICMS, IPVA, Fundos de Exportação E Royalties De Petróleo.
- Principais Produtos Agrosilvopastoris : Ovos, leite, tomate safrão, morangos.
- Indústria Dominantes : Extração de minerais, produtos minerais não metálicos, bebidas.

## Dados gerais
O município de Conselheiro Mairinck  pertence à Microrregião “5” AMUNORPI (Associação dos municípios do norte Pioneiro), com sede em Jacarezinho.
População(fonte: Censo 2010)
- Urbana : 2.513 hab.
- Rural: 1.114 hab .

Total3.627 hab'
- Mulheres: 1.797
- Homens: 1.830.
- Densidade demográfica: 17,72 hab./km²

Eleitores-20062.788.
Índice de Desenvolvimento Humano (IDH-M): 0,707
- IDH-M Renda: 0,660
- IDH-M Longevidade: 0,673
- IDH-M Educação: 0,787

Distâncias
- Da capital : 364Km
- Do Porto de Paranaguá: 455 km.
- Do Aeroporto mais próximo: 164Km (Londrina).
- Área: 193 km²
- Altitude: 600 m.
- Latitude: 23° 37’ 30”Sul
- Longitude: 50° 10’ 20” W-GR

Datas Festivas e Eventos
- Data de Emancipação Política (aniversário): 3 de dezembro
- Padroeiro: Sagrado Coração de Jesus – Festa móvel